# Alex Molden
Alex M. Molden (Detroit, 4 agosto 1973) è un ex giocatore di football americano statunitense che ha militato nel ruolo di cornerback nella National Football League (NFL).

## Biografia
Al college, Dudley giocò a football a Oregon. Fu scelto come 11º assoluto nel Draft NFL 1996 dai New Orleans Saints. Vi giocò fino al 2000, con un massimo di quattro intercetti in quell'ultima stagione. Dopo due stagioni coi San Diego Chargers, chiuse la carriera nel 2003 con i Detroit Lions della sua città natale.

## Statistiche
| Sack       | 8,0 |
| Intercetti | 12  |